# Yo la quería patita
«Yo la quería patita» es un vals criollo peruano de 1954 compuesto por Mario Cavagnaro e interpretado y popularizado por Los Troveros Criollos.

## Descripción
«Yo la quería patita» describe un amor no correspondido que es ahogado en licor. La mujer a la que el hablante lírico alude en el texto prefirió el amar a otro hombre (el blanquiñoso, un caucásico adinerado) que finalmente la abandona, por lo que debe prostituirse para sobrevivir. La letra está plagada de replanas, jerga peruana, o jeringa, usada de manera popular y por el hampa limeña, muy de moda a mediados del siglo XX. El propio título de la canción menciona el término "patita", diminutivo de "pata", una forma coloquial de referirse a un amigo.
El tema tuvo gran éxito y se convirtió en todo un clásico del género al reformular el estilo de composición por incorporar el habla popular (la replana) al cancionero criollo.

## Película
La canción es el tema principal de una película homónima estrenada en mayo de 1955 dirigida por Pascual Salvatore.